# ダニエル・ゾヴァット
ダニエル・ゾヴァット・ブランコ（Daniel Zovatto Blanco, 1991年6月28日 - ）は、コスタリカ出身の俳優。

## 生い立ち
コスタリカ・サンホセ出身。父親はアルゼンチン出身の政治学者ダニエル・ゾヴァット・ガレット。母親はコスタリカのテレビ司会者シルヴィア・ブランコで、母親の仕事から俳優業に興味を持った。幼い頃にスタンリー・キューブリックの映画『シャイニング』を見ている最中に父親におどかされ、以来ホラージャンルを愛好するようになる。「ダニー」という愛称で呼ばれることを好むが、これはこの映画の主演子役ダニー・ロイドに因んでいると言われる。

年の離れた異父姉が二人いる。

幼い頃から絵が好きで画家としても活動しており、2016年には初の個展『Mi Pequeña Realidad』(スペイン語で「私の小さな現実」)をロサンゼルスで開いた。以後何度か個展を開催している。

2017年頃から女優のタラ・ホルトと交際しており、2023年3月には結婚式の様子がホルトのInstagramに公開された。2024年2月、ホルトは長女カヤの出産を公表した。

## キャリア
俳優を志してニューヨークに移住し、小規模な短編映画に出演した後ロサンゼルスに戻る。
2013年の『Beneath』で人食い怪魚に襲われるティーンの役を演じ長編映画デビュー。以後、キーラ・ナイトレイ主演のロマンティック・コメディ映画『アラサー女子の恋愛事情』(2014)や、ホラー映画『イット・フォローズ』(2014)、『ドント・ブリーズ』(2016)など評価の高い映画に次々出演し注目される。その後『ヒットマン　ザ・プロフェッショナル』(2020)などで主役を射止め、ラッセル・クロウと共演した『ヴァチカンのエクソシスト』(2023)日本公開後は、プロデューサーであるジェフ・カッツと共にSNS上でファンと日本語でコミュニケーションを取り話題を呼んだ。

テレビドラマでも活躍しており、『HERE AND NOW～家族のカタチ～』(2018)ではティム・ロビンスらオスカー俳優と共に主役の一人であるゲイの青年役を演じたほか、ジョン・ローガンが脚本を務める日本未公開のドラマ『Penny Dreadful: City of Angels』(『ペニー・ドレッドフル 〜ナイトメア 血塗られた秘密〜』(2014)のスピンオフ作品)では主人公に抜擢。1938年のロサンゼルスを舞台に、被差別人種である自身のアイデンティティと、体制側である警察の職務の間で葛藤する若き刑事を好演した。

2019年には第36回マイアミ映画祭協賛の元、バラエティ誌の選ぶ「10人の注目すべきラテン系人物」賞に選ばれた。

2021年のドラマ『ステーション・イレブン』での預言者役は特に高い評価を受け、エグゼクティブ・プロデューサーのスコット・シュタインドルフはゾヴァットを「ハリウッド最高の若手俳優の一人」と絶賛。2023年にはアナ・ケンドリックたってのオファーを受けて映画『アイズ・オン・ユー』で実在の連続殺人鬼を演じたほか、2024年にはケビン・コスナーの新作ホラー映画にキャスティングされていることが発表。2025年3月には、ラッセル・クロウ主演のアクション・スリラー『Bear Country』で再共演が報じられた。

## 主な出演作品

### 映画
| 公開年 | 邦題 原題                                    | 役名                           | 備考                                                   | 吹き替え |
| ------ | -------------------------------------------- | ------------------------------ | ------------------------------------------------------ | -------- |
| 2012   | (邦題なし) The Return                        | セバスチャン                   | 短編映画                                               |          |
| 2012   | (邦題なし) 55 Days                           | ラファエル                     | 短編映画                                               |          |
| 2013   | (邦題なし) Beneath                           | ジョニー                       |                                                        |          |
| 2013   | (邦題なし) Innocence                         | ネイルス・ハーシュ             |                                                        |          |
| 2014   | アラサー女子の恋愛事情 Laggies               | ジュニア                       |                                                        |          |
| 2014   | イット・フォローズ It Follows                | グレッグ・ハニガン             |                                                        | 福山潤   |
| 2016   | ドント・ブリーズ Don't Breathe               | マネー                         |                                                        | 江口拓也 |
| 2017   | レディ・バード Lady Bird                     | ヨナ・ルイス                   |                                                        |          |
| 2017   | 私とあなたのオープンな関係 Newness           | オーレン                       |                                                        | 稲垣拓哉 |
| 2019   | (邦題なし) Vandal                            | ニック・「ダメージ」・クルーズ | ノミネート - イマジェン・アワード: テレビ男優賞 (2022) |          |
| 2020   | (邦題なし) Heavy                             | セブン                         |                                                        |          |
| 2020   | ヒットマン ザ・プロフェッショナル Flinch     | ジョーイ・ドイル               |                                                        | 岩崎諒太 |
| 2023   | ヴァチカンのエクソシスト The Pope's Exorcist | トマース・エスキベル神父       |                                                        | 田部圭祐 |
| 2024   | アイズ・オン・ユー Woman of the Hour         | ロドニー・アルカラ             | Netflixオリジナル作品                                  | 小松史法 |
| TBA    | 邦題未定 Headhunters                         | Bima                           |                                                        |          |
| TBA    | 邦題未定 Famous                              |                                |                                                        |          |
| TBA    | 邦題未定 Bear Country                        | Rodriguez                      |                                                        |          |

### テレビドラマ
| 公開年 | 邦題 原題                                                                   | 役名                           | 備考                                                       | 吹き替え |
| ------ | --------------------------------------------------------------------------- | ------------------------------ | ---------------------------------------------------------- | -------- |
| 2014   | エージェント・オブ・シールド Agents of S.H.I.E.L.D.                         | シス・ドーマー                 | ゲスト出演                                                 |          |
| 2014   | リベンジ Revenge                                                            | ギデオン・ルマーシャル         | 3期最終話、4期1、2話                                       |          |
| 2015   | (邦題なし) Brooklyn Animal Control                                          | ドノヴァン・クリーン           | 1期1話                                                     |          |
| 2016   | フィアー・ザ・ウォーキング・デッド Fear the Walking Dead                    | ジャック                       | 2期1話(声の出演)、4、5話                                   |          |
| 2016   | (邦題なし) The Deleted                                                      | ローガン                       |                                                            |          |
| 2016   | フロム・ダスク・ティル・ドーン ザ・シリーズ From Dusk till Dawn: The Series | トミー                         | 3期4話                                                     |          |
| 2017   | ディメンション404 Dimension 404                                             | ザック                         | 2話                                                        |          |
| 2018   | HERE AND NOW ～家族のカタチ～ Here and now                                  | ラモン・ベイヤー＝ボートライト | ノミネート - イマジェン・アワード: テレビ助演男優賞 (2018) | 染谷俊之 |
| 2020   | (邦題なし) Penny Dreadful: City of Angels                                   | サンティアゴ・ヴェガ           |                                                            |          |
| 2021   | ステーション・イレブン Station Eleven                                       | 預言者                         | Pena de Prata: 限定シリーズ部門ベストアンサンブル賞 (2022) | 安元洋貴 |
| TBA    | 邦題未定 Dime Detective                                                     |                                |                                                            |          |
| TBA    | 邦題未定 Street Smart                                                       |                                |                                                            |          |